# Никандр (Пилишин)
Митрополи́т Ника́ндр (в миру Серге́й Серге́евич Пили́шин; род. 9 сентября 1986, Шахты, Ростовская область) — архиерей Русской православной церкви, митрополит Владимирский и Суздальский с 27 декабря 2024 года. Председатель Финансово-хозяйственного управления Московского Патриархата (с 2023 года). Постоянный член Священного синода Русской православной церкви (с 2024 года).
Тезоименитство — 15 (28) марта (память мученика Никандра Египетского).

## Биография
Родился 9 сентября 1986 года в городе Шахты Ростовской области в семье рабочих. Крещён в младенчестве.
В 2003 году окончил среднюю школу в Шахтах. В 2003—2005 годы обучался в Промышленно-гуманитарном колледже Южно-Российского государственного технического университета по специальности «экономика и бухгалтерский учёт». В 2005—2009 годах обучался в Санкт-Петербургском государственном горном институте им. Плеханова (Горный университет) по специальности «горное дело».
В 2009 году поступил в Московскую духовную академию. В 2009—2010 годы проходил профессиональную переподготовку в Российском университете дружбы народов по программе «журналистика».
В 2011—2014 годы нёс послушание иподиакона патриарха Московского и всея Руси Кирилла. В 2014 году окончил магистратуру Московской духовной академии.
В 2014—2016 годы — специалист по лицензированию Учебного комитета Русской православной церкви.
3 апреля 2015 года в Троицком соборе Троице-Сергиевой лавры ректором Московской духовной академии архиепископом Верейским Евгением (Решетниковым) был пострижен в монашество с наречением имени Никандр в честь мученика Никандра Египетского. 20 апреля 2015 года тем же архиереем был рукоположён в сан иеродиакона.
1 августа 2016 года принят в клир Астраханской епархии и назначен штатным клириком Архиерейского подворья Успенского кафедрального собора города Астрахани. Исполнял послушание руководителя епархиального отдела по взаимоотношениям Церкви с обществом и СМИ. 25 ноября 2016 года почислен за штат Астраханской епархии с правом перехода в Вологодскую епархию.
28 ноября 2016 года принят в клир Вологодской епархии и зачислен в братию Спасо-Прилуцкого Димитриева мужского монастыря города Вологды. 4 декабря 2016 года митрополитом Вологодским и Кирилловским Игнатием (Депутатовым) рукоположён в сан иеромонаха. С 15 декабря 2016 года — эконом Спасо-Прилуцкого монастыря.
С 5 декабря 2016 года по 4 мая 2018 года — настоятель Архиерейского подворья Свято-Духова мужского монастыря города Вологды, по совместительству. С 4 мая 2018 по 20 марта 2020 года — настоятель Архиерейского подворья «Заоникиева Богородице-Владимирская мужская пустынь» деревни Лучниково Вологодского района Вологодской области, по совместительству.
В сентябре 2017 года направлен для продолжения обучения в аспирантуру Московской духовной академии. В январе 2018 году переведён в аспирантуру Санкт-Петербургской духовной академии в связи с изменением направления исследований.
После перевода 25 августа 2020 года митрополита Игнатия (Депутатова) на Саратовскую кафедру, последовал за ним.
До 8 ноября 2021 года служил настоятелем храма Владимирской иконы Божией Матери города Саратова, почётный настоятель Архиерейского подворья — Покровского собора города Саратова, проректором по стратегическому развитию и дополнительному образованию Саратовской духовной семинарии.
8 ноября 2021 года назначен и. о. заместителя председателя Финансово-хозяйственного управления Московского Патриархата.
10 ноября 2021 года назначен настоятелем храма священномученика Власия в Старой Конюшенной Слободе города Москвы.
28 апреля 2023 года указом патриарха Кирилла назначен и. о. председателя Финансово-хозяйственного управления, 24 августа решением Священного синода утверждён в этой должности. Становится по должности членом Высшего церковного совета Русской православной церкви.
28 августа 2023 года в Патриаршем Успенском соборе Московского Кремля Патриархом Кириллом возведён в сан архимандрита.

### Архиерейство
11 октября 2023 года решением Священного синода Московского патриархата избран викарием Патриарха Московского и всея Руси с титулом «Наро-Фоминский», а также управляющим Северо-Западным викариатством города Москвы.
13 октября 2023 года назначен на должность председателя Комиссии по церковному имуществу и землевладениям при Епархиальном совете г. Москвы.
18 октября 2023 года в храме Христа Спасителя был хиротонисан во епископа Наро-Фоминского. Хиротонию совершили: Патриарх Кирилл, митрополит Воскресенский Григорий (Петров), митрополит Волоколамский Антоний (Севрюк), митрополит Новгородский и Старорусский Лев (Церпицкий), митрополит Тверской и Кашинский Амвросий (Ермаков), митрополит Саратовский и Вольский Игнатий (Депутатов), епископ Балашихинский и Орехово-Зуевский Николай (Погребняк), епископ Зарайский Константин (Островский), епископ Павлово-Посадский Силуан (Вьюров), епископ Псковский и Порховский Арсений (Перевалов), епископ Зеленоградский Савва (Тутунов).
9 ноября 2023 года указом Патриарха от был назначен исполняющим обязанности настоятеля храма Великомученика Дмитрия Солунского в селе Дмитровском Московской области. 10 ноября 2023 года в дополнение к несомым послушаниям назначен исполняющим обязанности настоятеля Подворья Патриарха Московского и всея Руси при храме святителя Николая Мирликийского в поселке Николина Гора Московской области.
12 марта 2024 года решением Священного Синода был включён в число постоянных членов Священного синода Русской православной церкви по должности. 24 марта 2024 года в Неделю Торжества Православия в связи с включением в число постоянных членов Синода Патриархом Кириллом в Храме Христа Спасителя г. Москвы возведён в сан митрополита.
11 апреля 2024 года назначен управляющим Северным викариатством города Москвы.
Решением Священного Синода 27 декабря 2024 года назначен митрополитом Владимирским и Суздальским, главой Владимирской митрополии, с сохранением должностей председателя Финансово-хозяйственного управления Московского Патриархата и постоянного члена Священного синода.